# مسجد قايتباي (قلعة الكبش)
مسجد قايتباي ويعرف أيضاً بمدرسة قايتباي هو مبنى تاريخي ديني يقع في منطقة قلعة الكبش بمدينة القاهرة. أكتمل في عام 1475 وهو أحد المعالم المتعددة التي قام ببنائها السلطان قايتباي. تاريخيًا كان مسجد ومدرسة لكن حاليًا هو مسجد فقط. تضرر المسجد خلال زلزال القاهرة 1992 ورُمم في عام 2006.